# 即清寺
即清寺（そくせいじ）は、東京都青梅市柚木町（多摩郡杣保永川郷由木村）にある真言宗豊山派の寺院。

## 歴史
建久年間（1190年 – 1199年）、元瑜僧正によって開山された。当寺の前身として、元慶年間（877年 – 885年）に智証大師円珍が結んだ草庵があった。その後、源頼朝が御家人の畠山重忠に命じて諸伽藍を整備させた。「即清寺」という寺号は、重忠の戒名「勇讃即清大禅定門」に由来している。
その後も、北条氏照や江戸幕府の保護もあり、大いに寺運興隆した。
しかし、1898年（明治31年）の火災で仏像以外を全焼してしまった。1905年（明治38年）に庫裡客殿、1939年（昭和14年）に本堂と鐘楼、1980年（昭和55年）に山門、1989年（平成元年）に回廊を再建した。

## 交通アクセス
- 路線バス即清寺停留所より徒歩1分。